# Cordylus marunguensis
Cordylus marunguensis là một loài thằn lằn trong họ Cordylidae. Loài này được Greenbaum, Stanley, Kusamba, Moninga, Goldberg & Bursey mô tả khoa học đầu tiên năm 2012.